# Lorgho
Lorgho, également orthographié Lorgo, est une commune rurale située dans le département de Diabo de la province du Gourma dans la région de l'Est au Burkina Faso.

## Géographie
Lorgho est situé à 8 km au Sud de Diabo, le chef-lieu du département, et à 6 km au Nord de Saatenga.

## Économie
L'économie de la ville est, en partie, liée à l'agriculture irriguée par la retenue d'eau du barrage en remblai de Lorgho ainsi qu'au commerce de marchandise en raison de sa situation sur l'un des axes principaux du département.

## Santé et éducation
Le centre de soins le plus proche de Lorgho est le centre de santé et de promotion sociale (CSPS) de Saatenga.